# Inverted Classroom

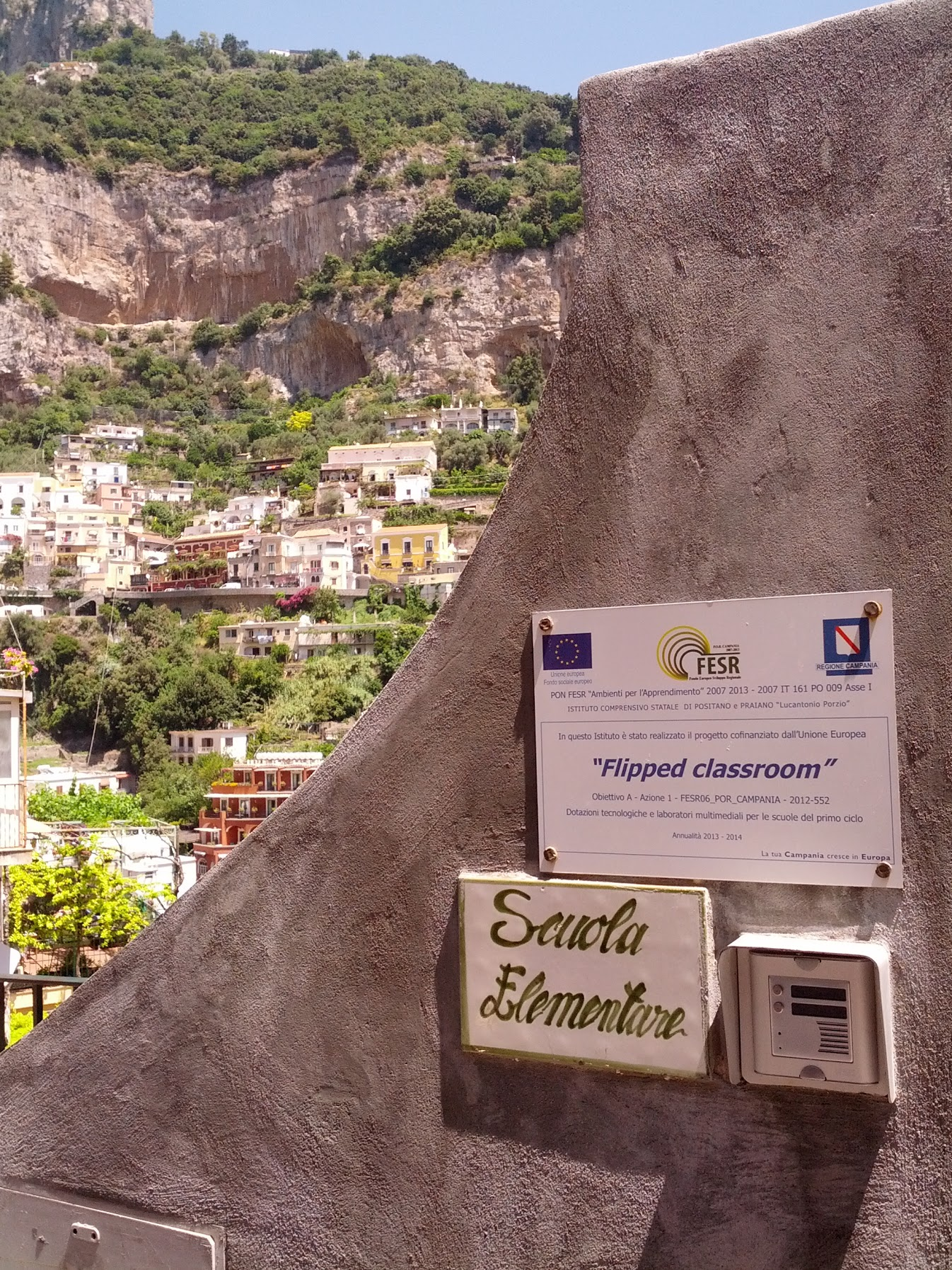
Teilnahmeschild der Elementarschule in Positano am Projekt Flipped classroom

Inverted Classroom (im Schulkontext auch Flipped Classroom oder Umgedrehter Unterricht genannt) bezeichnet ein didaktisches Muster, das die grundlegenden Aktivitäten und Sozialformen des Lernprozesses gegenüber traditionellen Vorgehensweisen umdreht.
Bei traditionellen Lehr-Lernansätzen trägt eine Lehrperson vor einer Gruppe von Lernenden die Lerninhalte vor, oft Faktenwissen. Anschließend setzen sich die Lernenden in Einzelarbeit und meist auf sich alleine gestellt mit dem Gelernten auseinander. Im Gegensatz dazu erarbeiten sich im Inverted Classroom die Lernenden die Lerninhalte eigenständig und asynchron im Rahmen der Selbstlernzeit, anhand von (ggf. online) zur Verfügung gestellten Materialien. In der darauf folgenden Gruppenphase setzen sich die Lernenden dann begleitet von der Lehrperson aktiv mit dem Gelernten auseinander, um das Gelernte anzuwenden, zu vertiefen und dadurch höherwertige Kompetenzen zu entwickeln. Im Idealfall übernimmt die Lehrperson dabei lediglich eine moderierende Rolle, während die Hauptaktivität bei den Lernenden liegt.
Inverted Classroom ist damit ein Ansatz für aktivierendes Lehren und integriertes Lernen an Schulen und Hochschulen.

## Kennzeichen
Die klassische Form des Unterrichts besteht aus frontaler Wissensvermittlung durch eine Lehrperson vor Ort (im Unterricht in der Schule oder in der Vorlesung an einer Hochschule) und darauf aufbauenden Übungen, die dann allein zu Hause – also ohne Unterstützung – durchgeführt werden müssen. Beim Inverted Classroom wird diese Situation umgedreht: Die Lehrperson stellt für die Wissensvermittlung geeignetes Material für die Schüler oder Studierenden vorab bereit (Videos, Lehrbuch-Auszüge, Handouts, Podcasts etc.), die diese dann zu Hause in ihrem eigenen Tempo durcharbeiten. Die Übungen finden anschließend vor Ort statt und können durch die Lehrperson und die anderen Teilnehmenden unterstützt werden.

## Nutzen
In Lernprozessen ist die betreute Lernzeit in der Gruppe deutlich knapper bemessen als die unbetreute Selbstlernzeit. Entsprechend sollte diese betreute Lernzeit gezielt genutzt werden für Lernschritte, bei denen die Lernenden eine Unterstützung durch die Lehrperson benötigen. Der Erwerb von höherwertigen Kompetenzen im Sinne einer Lernzieltaxonomie ist kognitiv komplexer als das Lernen von Faktenwissen und damit schwieriger für die Lernenden. Im Inverted Classroom fokussiert die betreute Lernzeit daher diese höherwertigen Kompetenzen und setzt damit die Lehrperson gezielt für Lernschritte ein, bei denen die Lernenden Unterstützung benötigen.
Der Ansatz des Inverted Classroom fördert in den Lernenden die Fähigkeit, sich eigenständig Faktenwissen anzueignen und Kompetenzen zu entwickeln und befähigt damit zum lebenslangen Lernen.

## Auswirkungen auf den Unterricht
Die Verlagerung der Lehrsequenzen nach Hause führt zu mehr Unterrichtszeit, in der die Lernenden durch die Lehrperson gecoacht werden können.
Den Lernenden bietet das Verfahren die Möglichkeit, die Lehrinhalte selbstbestimmt und im eigenen Tempo zu rezipieren. Bei der Nutzung beispielsweise von Videos kann während des Videos pausiert oder zurückgespult werden. Treten Fragen oder Verständnisprobleme auf, können die Lernenden sofort über Internet oder in den Übungsphasen direkt bei der Lehrperson nachfragen.
Die Lehrperson ist verantwortlich für die Produktion, Auswahl und Bereitstellung der geeigneten Materialien, die von den Lernenden außerhalb der klassischen Unterrichtszeit rezipiert werden. In der Präsenzphase (Zeit der Anwesenheit) können Fragen, die in der Vorbereitung aufgekommen sind, von der Lehrperson aufgenommen und vor versammelter Klasse bzw. im Plenum geklärt werden. Neuer Stoff wird nicht vermittelt, sondern die Lernenden üben den vorbereiteten Stoff möglichst selbständig ein und diskutieren ihn. Die Lehrperson wird zum Moderator. Dabei sollte berücksichtigt werden, dass mit den Videos nicht der traditionelle Lehrervortrag  bzw. die Vorlesung ausgelagert wird.
Mit Flipped Classroom bzw. Inverted Classroom wird der Unterricht neu rhythmisiert und dabei sollte immer wieder von Neuem überlegt werden, an welcher Stelle ein kurzer Beitrag der Lehrperson benötigt wird, den man dann langfristig durch ein Video ersetzen kann.

## Methodische Aspekte
Bei der praktischen Umsetzung des umgedrehten Unterrichts gibt es einige wichtige methodische Aspekte, die es zu beachten gilt:

### Begleitaufgaben bereitstellen
Um zu verhindern, dass die Lernenden den vorgelagerten Inhalt ziellos konsumieren, sollten begleitende Aufgaben bereitgestellt werden. Dies können im einfachsten Fall auch bestimmte Aspekte oder Leitfragen sein, denen beim Bearbeiten des Stoffs besondere Aufmerksamkeit geschenkt werden soll. Am anderen Ende des Spektrums kann das entdeckende Lernen stehen, bei dem auf Grundlage des Stoffs eine eigenständige Aufgabenlösung erarbeitet werden muss und die Lernenden sich mit einem Impulsvideo (einer Aufgabenstellung) individuell auf den Unterricht vorbereiten.

### Inhalte nicht wiederholen
Wenn die Lehrperson in der Präsenzzeit den Inhalt aus der vorgelagerten Phase nochmals präsentiert – etwa weil ihn kaum jemand bearbeitet hat – besteht die Gefahr, dass die Lernenden sich vorab nicht mit dem Stoff beschäftigen. Ausgenommen davon ist das Eingehen auf Fragen, die sich auf konkrete Probleme mit dem Stoff beziehen.

### Gelingensbedingungen
Das Flipped Learning Network benennt die folgenden vier Säulen als Erfolgsvoraussetzung:
- Flexible Umgebung: Die Lernenden erhalten räumliche und zeitliche Flexibilität für die Phase des Selbststudiums, die der Präsenzeinheit vorgelagert ist. Idealer Weise findet die Präsenzeinheit in einem Lehrraum statt, der die Interaktion und Zusammenarbeit der Lernenden fördert oder zumindest ermöglicht.
- Lernkultur: Die Lernenden sind aktiv involviert und erarbeiten sich eigenständig neues Wissen bzw. neue Kompetenzen. Die Lehrperson agiert als Lernbegleitung (und nicht wie traditionell üblich primär als Quelle fachlicher Informationen).
- Intentionale Inhalte: Die Lehrperson stellt den Lernenden vorausgewähltes Material bereit, mit dessen Hilfe sich die Lernenden die gewünschten Inhalte eigenständig erarbeiten. Die Lehrperson stellt dabei insbesondere die Qualität der ausgewählten Materialien sicher.
- Professionelle Lehrperson: Innerhalb der Präsenzeinheit ist das Lerngeschehen nur bedingt vorhersagbar und planbar. Entsprechend hoch sind die Anforderungen, die der Einsatz von Inverted Classroom an die Lehrperson stellt. Insbesondere muss die Lehrperson in der Lage sein, kurzfristig auf sich manifestierende Bedarfe der Kohorte einzugehen und diese spontan durch entsprechende Angebote zu bedienen.

## Grenzen des Konzeptes
Das didaktische Konzept des Inverted Classroom erfordert, dass sich die Lernenden in der synchronen Präsenzeinheit durchgängig aktiv mit den Lerninhalten auseinandersetzen, um dabei höhere Kompetenzen im Sinne einer Lernzieltaxonomie zu entwickeln. Es lässt jedoch offen, wie genau diese Aktivierung der Lernenden erreicht werden kann.

## Beispiele in der Hochschule
Im universitären Umfeld hat Christian Spannagel seit Oktober 2010 das Konzept des Flipped Classroom umgesetzt und beispielsweise seine Vorlesungen auf YouTube veröffentlicht. Aufzeichnungen und Reflexionen zum Konzept veröffentlicht er auf seinem Blog. Ein regelmäßiger Austausch zu diesem und ähnlichen Themen findet auf den EduCamps statt.
Am 31. Mai 2012 haben die drei Hochschullehrer Jürgen Handke von der Philipps-Universität Marburg, Christian Spannagel von der Pädagogischen Hochschule Heidelberg und Jörn Loviscach von der Fachhochschule Bielefeld in einer gemeinsamen Pressemitteilung diese neue „Vorlesungsform für das 21. Jahrhundert“ propagiert.
Seit 2012 gibt es die Konferenz „Inverted Classroom and Beyond“, die von Jürgen Handke initiiert wurde und jährlich an einer deutschen oder österreichischen Hochschule stattfindet. Die Konferenz wird auch mit ICM (für Inverted Classroom Model) bzw. „ICM beyond“ bezeichnet und ist die wichtigste deutschsprachige Veranstaltung zu diesem Thema.

## Beispiele in der Schule
Im schulischen Bereich gibt es von Felix Fähnrich und Carsten Thein ein Projekt Flipped Classroom in Mathematik. Dabei unterrichten sie die gesamte Kursstufe in Baden-Württemberg in Mathematik in diesem Stil. Dafür wurden sie 2014 vom MNU mit dem 1. Preis im Wettbewerb für innovative Unterrichtsmethoden ausgezeichnet.
In Bayern unterrichtet Sebastian Schmidt mit jüngeren Schülern an einer Realschule nach diesem Prinzip. Seit 2012 erstellt er für seine Mathematikklassen Lernvideos und versucht gleichzeitig, das Unterrichtskonzept weiterzuentwickeln. Seine Erfahrungen, Hürden und Projekte veröffentlicht er auf seiner Homepage. Er setzt sich vor allem mit dem analogen Lernen im Flipped Classroom auseinander. Die Kommunikation und die Vertiefung stehen für ihn im Mittelpunkt des Lernens und nicht die Videos. Diese sind nur Mittel zum Zweck, um den Unterricht schülerzentriert zu öffnen. Des Weiteren ist er Moderator des ICMChat. Dort treffen sich jeden zweiten Montag im Monat Interessierte am Flipped Classroom aus dem Hochschul- und Schulbereich, um sich über das Umdrehen des Lernens auszutauschen.
In Österreich versucht die Initiative Flipped Classroom Austria von Josef Buchner und Stefan Schmid den Ansatz in die Breite zu bringen.
Auf der Website von Sebastian Schmidt findet man eine Übersicht, welche Lehrer bereits mit Flipped Classroom unterrichten, nach Fächern sortiert.